# Vila Nova de Milfontes

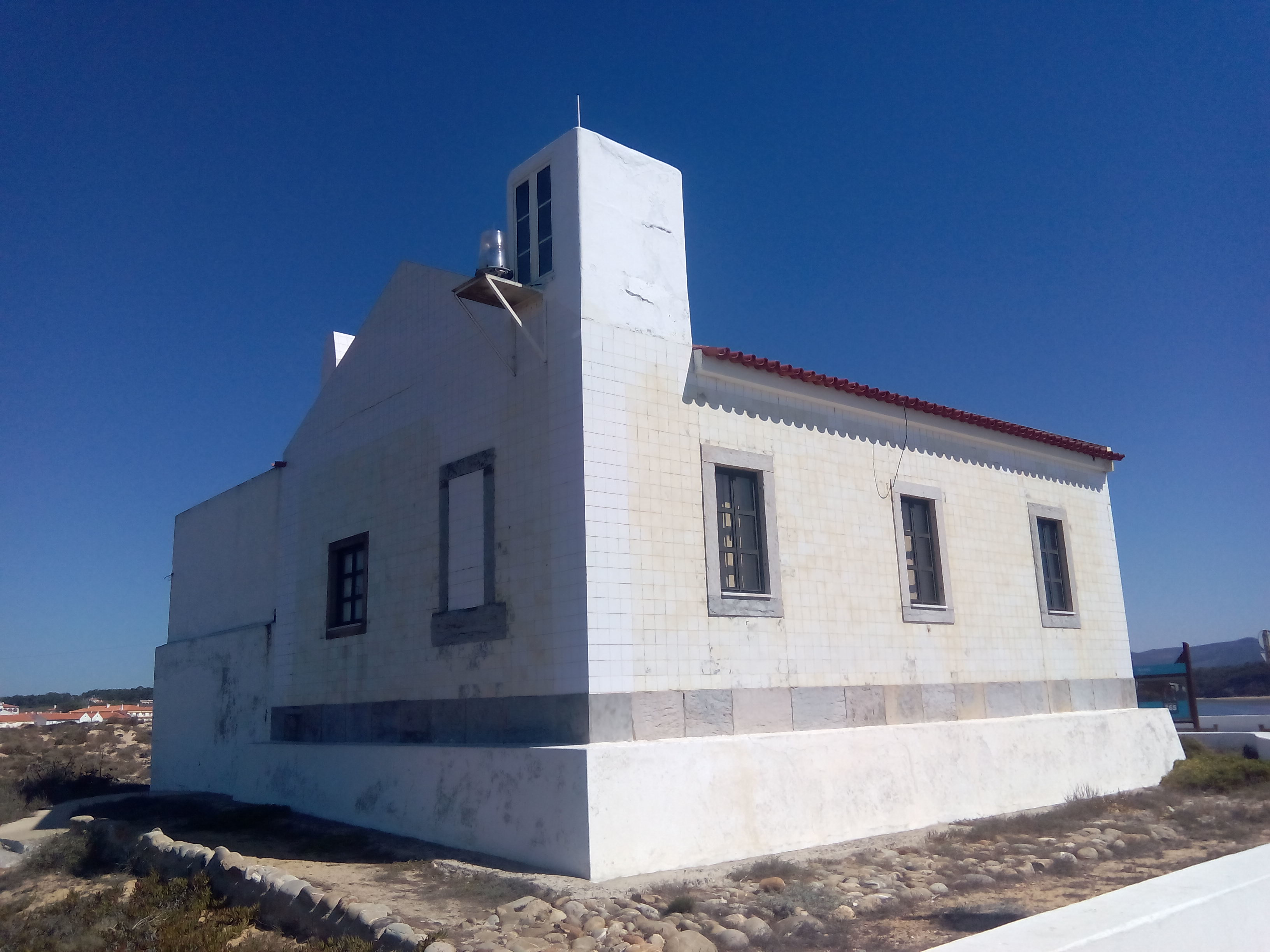
Faro de Vila Nova de Milfontes, Portugal

Vila Nova de Milfontes es una freguesia portuguesa del concelho de Odemira, distrito de Beja, situada en el margen norte de la foz del río Mira. Se encuentra incluida en el Parque natural del Suroeste Alentejano y Costa Vicentina.
Tiene una superficie de 75,88 km² y 5001 habitantes (2011), con una densidad de población de 65,9 hab/km².

## Patrimonio
- Fuerte de São Clemente o Castillo de Vila Nova de Milfontes
- Parque natural del Suroeste Alentejano y Costa Vicentina
- Iglesia Matriz: Iglesia de Nossa Senhora da Graça (Vila Nova de Milfontes)
- Ermita de São Sebastião (Vila Nova de Milfontes)

## Galería

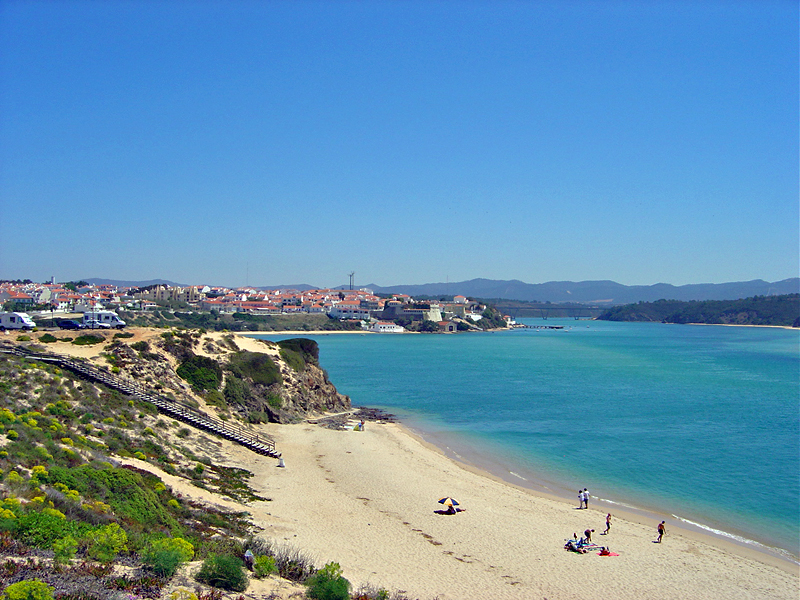
Vila Nova de Milfontes